# Brocart

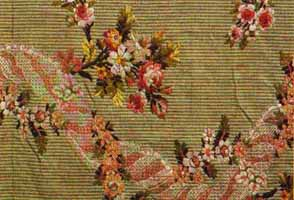
Brocart, Lyon 1760-1770

Brocartul este o stofă ornamentală de mătase naturală sau artificială de calitate superioară, deseori țesută cu fir de argint sau aur.
Brocartul este deseori folosit pentru draperii, tapiserit mobila, sau pentru îmbrăcăminte ornamentală. Înainte cu multa vreme, nobilii sau preoții purtau brocart.

## Etimologia
Cuvântul românesc „brocart” vine originar de la cuvântul italian broccare („a bate în cuie, a țintui”).
În limba română se mai numește și „zarafir”, „frenghie”, „șahmarand”, „zarpa”  , de asemenea și „brocat”.